# Fernando Magellan
Fernando Magellan (în portugheză Fernão de Magalhães; Fernando de Magallanes în castiliană; născut în nordul Portugaliei în preajma lui 1480 și decedat pe insula Mactan din Filipine la 27 aprilie 1521) a fost un navigator și explorator portughez din epoca Marilor Descoperiri. Este cunoscut pentru prima circumnavigație din istorie — după ce a navigat către vest până la Moluce, descoperind în drumul lui strâmtoarea care astăzi îi poartă numele.
În secolul al XV-lea, faptul că Pământul este rotund era știut încă din Antichitate. În secolul al III-lea î.e.n., Eratostene a măsurat chiar circumferința Pământului cu un grad de precizie remarcabil. Chiar dacă scrierile grecilor, cu excepția celor ale lui Aristotel, își pierduseră autoritatea, această idee a persistat de-a lungul Evului Mediu. Tratatul Sferei de Johannes de Sacrobosco⁠(d), scris la Paris, în 1224, fusese pe larg mediatizat în toate cercurile de oameni de știință, fără ca Biserica să-l cenzureze. Primul glob pământesc cunoscut, adică cel mai vechi care s-a păstrat, este cel făcut la Nürnberg de către Martin Behaim⁠(d) în 1492.
Tot la acea vreme, în Europa se dezvoltase o atracție pentru condimentele exotice, ceea ce a favorizat, în plus față de interesul geografilor, pe exploratori și pe negustori. Magellan era convins că Molucele (insule cu mirodenii) se găsesc în jumătatea de glob care revenea coroanei Spaniei în conformitate cu tratatul de la Tordesillas prin care castilienii și portughezii își împărțiseră lumea în 1494. El credea că poate ajunge prin vest la insulele cu mirodenii, de care se apropiase deja în timpul călătoriei la Malacca din 1511-1512. Înainte de a începe călătoria către insulele Moluce, singurul loc de unde putea obține cuișoare, Magellan a primit scrisori de la unul dintre prietenii personali, portughezul Francisco Serrão⁠(d), care era acolo din 1512. Acest proiect, de a ajunge prin vest la insulele cu mirodenii, susținut în cele din urmă de Coroana Spaniolă, a fost motorul ocolului Pământului, care nu era în planul inițial. Evenimentul a avut un impact considerabil în Europa. După puțin mai mult de un sfert de secol, proiectul lui Columb a fost în cele din urmă realizat și, după cum sublinia Pierre Chaunu⁠(d), „niciodată lumea nu a fost atât de mare ca după călătoria lui Magellan”.

## Elemente istoriografice

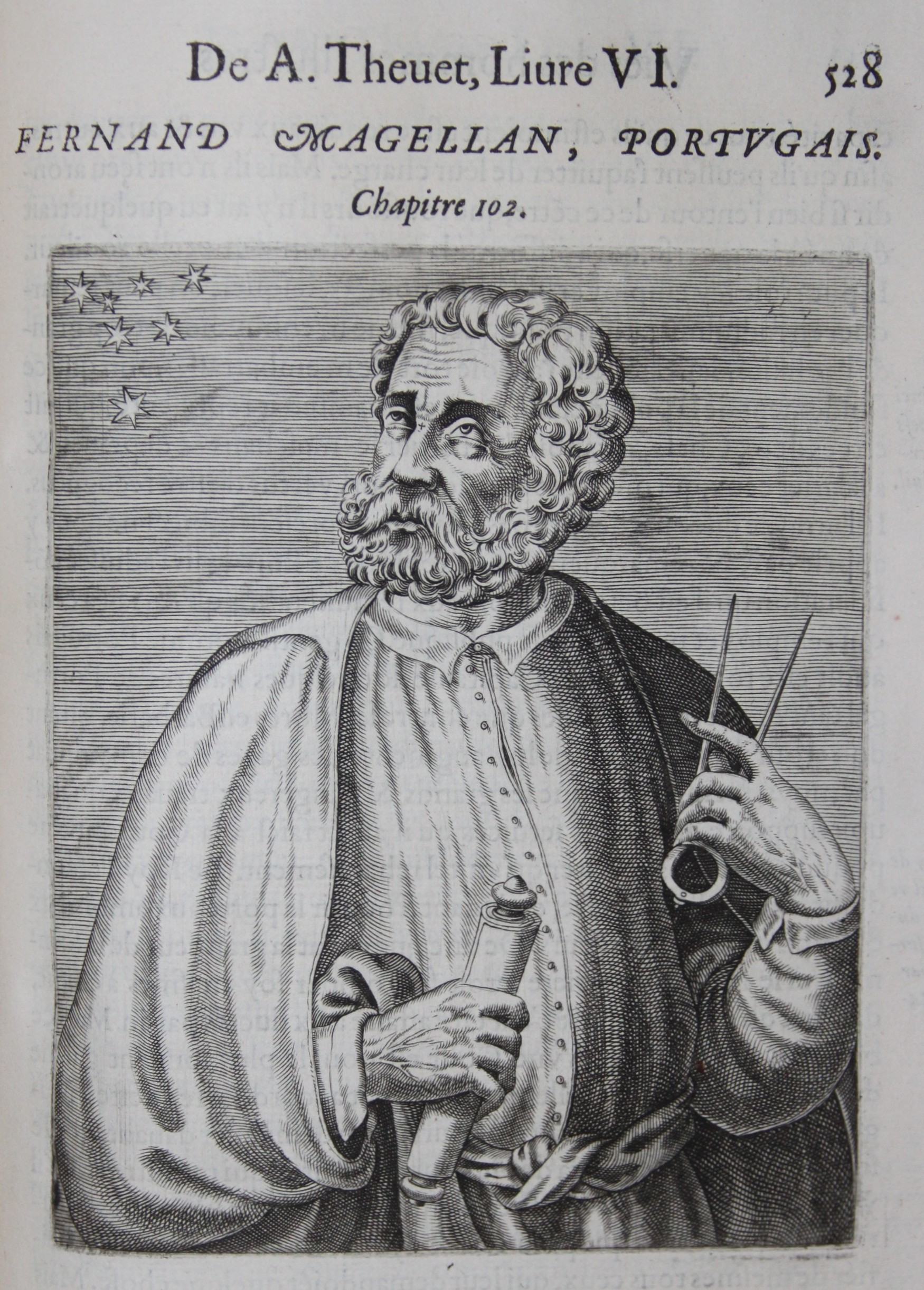
Portrete și vieți de oameni iluștri, 1584.

Călătoria a dat naștere la diferite povestiri, comentarii și mărturii în secolul al XVI-lea, dar primele lucrări importante despre persoana lui Magellan datează abia din secolul al XIX-lea, odată cu publicarea în anul 1864, în Chile, a unei biografii a navigatorului scrisă de Barros Arana. Opera sa i-a încurajat pe autorii europeni să scrie și ei pe această temă pe la sfârșitul secolului al XIX-lea, până la sintezele foarte importante ale lui José Toribio Medina din 1920 și cele ale vicontelui de Lagoa din 1938. Toate documentele de arhivă disponibile sunt de atunci cunoscute și publicate.
Originile și detaliile multor ani din viața lui Magellan înainte de plecarea lui sunt foarte incerte. Pe de altă parte, întreaga călătorie este foarte bine cunoscută prin mai multe documente de epocă, dintre care, în primul rând, Jurnalul călătoriei lui Magellan, relatare completă a călătoriei de către Antonio Pigafetta, unul dintre supraviețuitori: manuscrisul original este pierdut, dar s-au păstrat patru copii (trei în limba franceză și una în limba italiană), cea mai completă fiind manuscrisul de la Yale. Există și o serie de scrisori și mărturii, precum și povești și mărturii mai fragmentate dar valoroase, cum ar fi jurnalul de bord al lui Francisco Albo, relatarea lui Gines de Mafra, sau jurnalul de bord al timonierului genovez. Toate aceste documente au permis istoricilor să urmărească întregul periplu al flotei, în cursul său îndelungatei sale călătorii și să identifice diferitele locuri vizitate.
Cronicarii timpului au relatat și ei evenimentele: de partea spaniolă, Maximilianus Transylvanus⁠(d) în ianuarie 1523, dar și Petru, martir de Anghiera⁠(d) în 1530, și cronicarul regal, Antonio de Herrera⁠(d) în 1601 — mai târziu, dar mult mai de încredere decât predecesorii săi Gonzalo Fernandez de Oviedo y Valdes⁠(d) și Francisco López de Gómara⁠(d); de partea portugheză, Fernão Lopes de Castanheda⁠(d) (1552), Damião de Góis⁠(d) (1557) și João de Barros (1563).

## Originile și primele călătorii în Orient și în Maroc
Mai multe localități, cum ar Sabrosa⁠(d), Ponte da Barca⁠(d), Vila Nova de Gaia sau Porto, se revendică drept loc natal al lui Magellan.
Fernando Magellan aparținea uneia dintre ramurile vechiului neam Magalhães, familie nobiliară din partea de nord a Portugaliei, a cărei origine datează de la sfârșitul secolului al XIII-lea. Istoricii au dificultăți în a-l pune în arborele genealogic și ignoră toată tinerețea lui: câteva urme îndoielnice par să indice că părinții lui, Rui de Magalhães, alcaide-mor (guvernator) de Aveiro, și Alda de Mesquita, aparțineau micii nobilimi. De o vârstă fragedă, tatăl său pare să fi obținut statutul de paj⁠(d) la curtea reginei Eleanor de Viseu, unde, probabil, a învățat navigație și astronomie, mai ales de la Martin Behaim⁠(d).
Prima mențiune certă din punct de vedere istoric, document de arhivă, îl menționează ca sobresaliente și moradores al Casei Regale în flota lui Francisco de Almeida, numit vicerege al Indilor orientale portugheze. La bordul acestei armade de douăzeci de vase, a plecat din Lisabona la 25 martie 1505. A descoperit Indiile, a luptat cot la cot cu Francisco Serrão⁠(d) pe care l-a salvat în două rânduri și s-a dedicat timp de câteva luni comerțului cu piper, înainte de a participa la cucerirea Malaccăi în vara lui 1511 sub comanda lui Afonso de Albuquerque. Prietenul lui, Francisco Serrão, a ajuns în insula Ternate din Moluce unde s-a stabilit, după ce a obținut favorurile regelui local. Magellan primea vești de la Serrão prin mesager, înainte de a pleca din Malacca la 11 ianuarie 1513 pentru a se întoarce în Portugalia. Obligat să rămână în Lisabona, a studiat cărțile și planisferele din biblioteca regală și birourile Casei Indiei⁠(d), unde a descoperit o hartă de Martin Behaim⁠(d), întocmită la Nürnberg în 1492, care semnala un loc de trecere la sud de Brazilia, și un glob de Johannes Schöner⁠(d) realizat în 1515, care arăta și el această trecere către 40 de grade latitudine sudică. S-a întâlnit cu cosmograful Ruy Faleiro⁠(d), cu care împărtășea convingerea că va putea ajunge în Moluce ocolind America prin vest. Acesta i-a devenit asociat.
În vara lui 1513, Magellan a fost trimis în Maroc în cadrul unei armate puternice care trebuia să cucerească Azemmour⁠(d). În timpul luptelor, a fost rănit la încheietura genunchiului, rană din cauza căreia a șchiopătat toată viața. După ce a plecat din armată fără permisiune, a fost acuzat de comerț ilegal cu maurii. Acuzațiile au fost abandonate rapid, dar Magellan a rămas un soldat care nu se mai bucura de relațiile cele mai bune cu suveranul său, regele Manuel, care a refuzat să-i crească pensia de doar 1/2 cruzado⁠(d) pe lună. Magellan avea ca proiect secret ajungerea în insulele mirodeniilor prin vest, despre care s-a ferit să vorbească cu suveranul lui (care deja era aprovizionat prin intermediul negustorilor malaezi cu cuișoare din Moluce și cu nucșoară din Banda). În cele din urmă, i-a cerut regelui său doar să-l elibereze de obligații. Nemulțumit că meritele sale nu erau recunoscute în Portugalia, Magellan a mai stat un an la Lisabona, cunoscându-se mai îndeaproape cu Ruy Faleiro⁠(d) și punându-și proiectul la punct, hotărând apoi să-și ofere serviciile regelui Spaniei, viitorul Carol Quintul, care pe atunci avea doar 18 ani. Miza nu era descoperirea insulelor, care erau deja cunoscute și colonizate de portughezi, ci stabilirea unei poziționări exacte care să permită delimitarea domeniilor rezervate Spaniei de cele ale Portugaliei, în conformitate cu tratatul de la Tordesillas, cartografie pe care Magellan urma să o aranjeze în felul său, în favoarea regelui Spaniei. Profitând de statutul de nobil, și-a obținut oficial o nouă cetățenie și și-a hispanizat numele (din Fernão de Magalhães în Fernando de Magallanes) în octombrie 1517.

## Marea călătorie în jurul lumii

Hartă a circumnavigației lui Fernando Magellan și Juan Sebastián Elcano.

### Pregătirile pentru plecarea flotei (1517-1519)

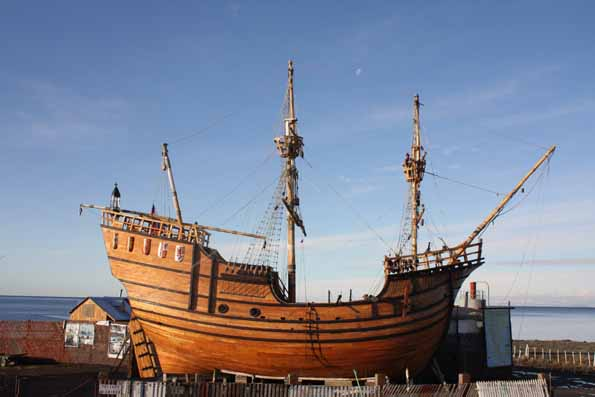
Reproducere a caracei Victoria la muzeul Nao Victoria din Punta Arenas, Chile.

În octombrie 1517, la Sevilla, Magellan a fost pus sub protecția unui portughez trecut în serviciul Spaniei, Diogo Barbosa, ocupând importanta funcție de alcalde al arsenalului din Sevilla. În decembrie 1517, s-a căsătorit cu Beatriz Barbosa, fiica lui Diogo Barbosa, și cu ea a avut doi copii, Rodrigo, care a murit în copilărie, și Carlos, care a murit la naștere.
Magellan a fost pus apoi în contact cu Juan de Aranda, factor al Casei de Contratacion⁠(d). Apoi, după sosirea partenerului său, Ruy Faleiro⁠(d), și cu sprijinul lui Aranda, ei și-au prezentat proiectul monarhului spaniol, Carol I, viitorul Carol Quintul, care tocmai sosise în Spania. Propunerea lui Magellan, care se bucura și de sprijinul puternicului Juan Rodriguez de Fonseca⁠(d), i-a părut regelui deosebit de interesantă, deoarece i-ar fi deschis „drumul mirodeniilor” fără a strica relațiile cu Portugalia vecină, evoluție care ar fi adus monarhiei bogăție și reputație. De la Junta de Toro din 1505, Coroana își fixase obiectivul de a descoperi ruta vestică care să-i ducă pe spanioli în Asia. Ideea exista, deci, dinainte. Juan Diaz de Solis⁠(d), portughez trecut în serviciul Spaniei, tocmai încercase să descopere această cale explorând Rio de la Plata în 1515-1516, dar el și-a pierdut viața acolo.
La 22 martie 1518, Carol I i-a numit pe Magellan și pe Faleiro căpitani, pentru ca ei să plece în căutarea insulelor mirodeniilor și, în iulie, i-a ridicat la rangul de comandori ai Ordinului Santiago⁠(d). Regele le acorda:
- monopolul asupra rutei descoperite, pe o perioadă de zece ani;
- numirea ca guvernatori ai ținuturilor și insulelor pe care le vor întâlni, cu 5 % din câștigurile nete care ar fi implicate;
- a douăzecea parte din câștigurile călătoriei;
- dreptul de a percepe o mie de ducați din călătoriile următoare, plătind doar o taxă de 5 % pe profit;
- concesiunea unei insule pentru fiecare, cu excepția celor mai bogate șase, de la care nu ar primi decât o cincisprezecime.

Expediția era finanțată în principal de către Coroană și avea cinci carace (vase caracterizate printr-o cocă rotunjită, și cu două castele⁠(d) în față și în spate) înarmate și echipate cu provizii pentru doi ani de călătorie.
Pregătirea călătoriei a ridicat mai multe probleme: banii insuficienți, intrigile regelui Portugaliei, care a încercat să-l facă să înceteze, neîncrederea castilienilor față de Magellan și față de alți portughezi implicați, precum și caracterul dificil al lui Faleiro⁠(d). În cele din urmă, datorită tenacității lui Magellan, expediția a văzut lumina zilei. Prin intermediul episcopului Juan Rodriguez de Fonseca⁠(d), s-a obținut implicarea negustorului flamand Cristobal de Haro⁠(d), care a oferit o parte din fonduri și bunuri pentru troc.

Flota a ridicat ancora de la Sevilla la 10 august 1519, dar a trebuit să aștepte până la 20 septembrie pentru a ridica pânzele și a pleca din Sanlúcar de Barrameda, cu 237 de oameni împărțiți în cinci nave: Trinidad, nava amiral, comandată de către Magellan; San Antonio, comandată de Juan de Cartagena; Concepcion, comandată de Gaspar de Quesada, Santiago, comandată de Juan Serrano și Victoria⁠(d), comandată de Mendoza. Echipajele erau formate din oameni de mai multe naționalități. Paul Teyssier⁠(d) scria: 
„… în afară de spanioli, erau printre ei portughezi, italieni, greci și chiar francezi. Astfel, se poate vorbi, într-un sens, de un personal paneuropean”
.
| Nava        | Tonaj | Echipaj | Note |
| ----------- | ----- | ------- | --- |
| Trinidad    | 110   | 62      | Nava comandată de Magellan, a sfârșit abordată de către portughezi în Moluce, cu douăzeci de marinari care au supraviețuit unei dramatice încercări de traversare a Pacificului.                                           |
| San Antonio | 120   | 55      | A părăsit expediția în strâmtoarea Magellan și a revenit la Sevilla, la 6 mai 1521. |
| Concepcion  | 90    | 44      | Nava abandonată și incendiată în fața insulei Bohol, în apropiere de Cebu, din cauza lipsei de membri ai echipajului. |
| Santiago    | 75    | 31      | Distrusă prin naufragiu la 3 mai 1520, în apropiere de rio Santa Cruz. |
| Victoria    | 85    | 45      | Singura navă care a făcut înconjurul lumii. La sosire, nu mai erau decât optsprezece europeni și trei molucani. Dar doisprezece europeni și un molucan, lăsați în Capul Verde, au sosit și ei la Sevilla puțin mai târziu. |
| Total       |       | 237     | |

### De-a lungul Americii de Sud, răzvrătirea de la San Julián (1519-1520)

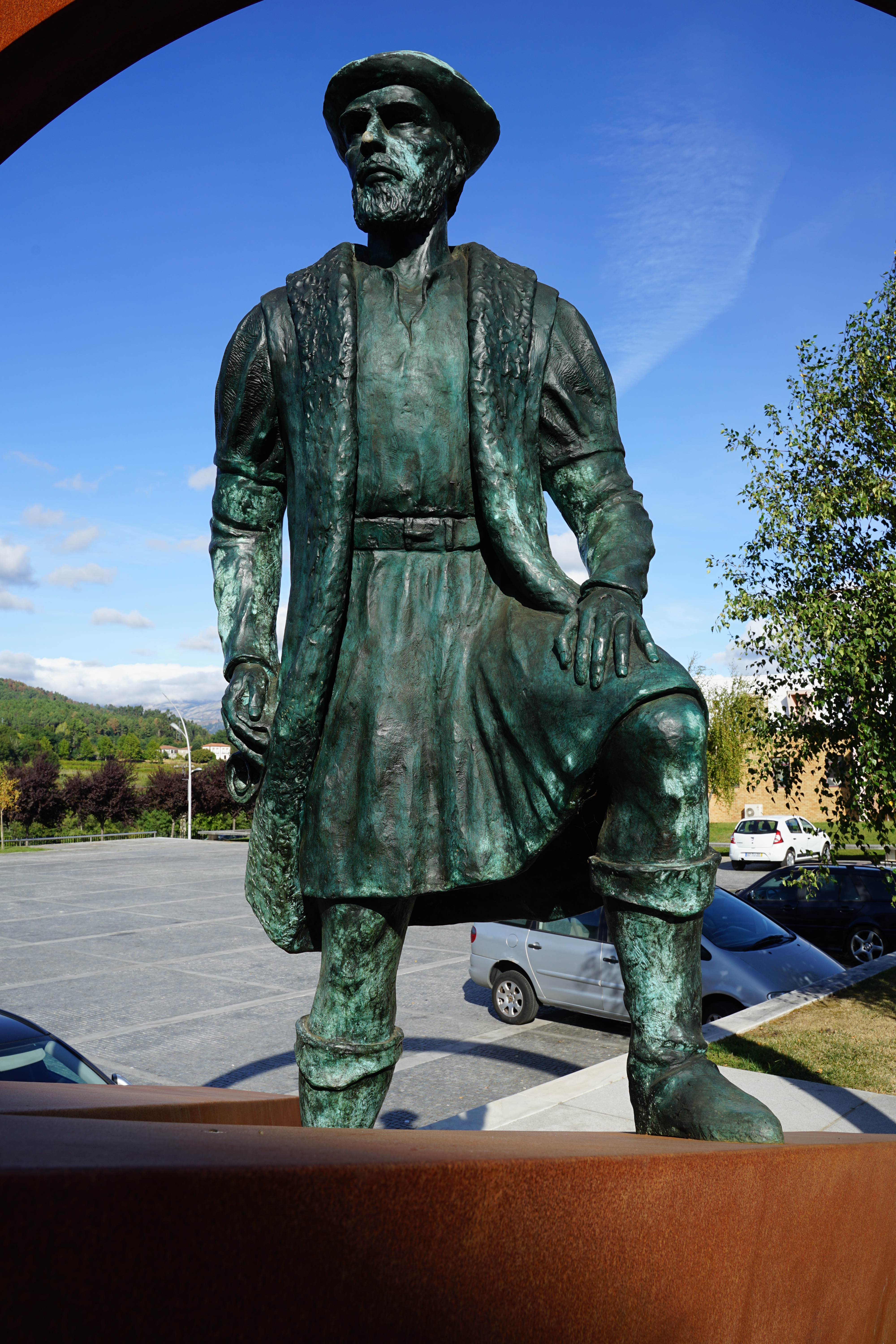
Statuia de la Ponte da Barca.

Unul dintre membrii expediției, italianul Antonio Pigafetta, a ținut un jurnal de călătorie. Datorită lui s-a păstrat nu numai narațiunea completă a călătoriei, întrucât acesta s-a numărat printre cei 18 supraviețuitori care s-au întors pe 6 septembrie 1522, ci și informații cu privire la răzvrătiri. În fapt, din cele cinci căpitani care au pornit în expediție, se pare că cel puțin trei nu împărtășeau opiniile lui Magellan, până în punctul în care unii au vrut să scape de el.
După o scurtă ședere în insulele Canare, după un drum de patru luni, flota a ajuns aproape de coasta Braziliei în decembrie 1519. Naviga sub pavilion spaniol, iar Brazilia era colonie portugheză. După o scurtă oprire pentru realimentare la Ponta de Baleia, în apropiere de arhipelagul Abrolhos⁠(d), Magellan a hotărât să arunce ancora pe 13 decembrie 1519, în golful Santa Lucia, cunoscut azi sub numele de Rio de Janeiro, pe care unul dintre timonierii săi, João Lopes Carvalho, îl știa bine după ce stătuse acolo cu șapte ani în urmă. Acesta l-a găsit pe Juanillo, de 7 ani, fiul pe care îl avea cu o amerindiancă, și pe care avea să-l ia cu el pe Concepcion.
La sfârșitul lunii decembrie 1519, după o oprire de paisprezece zile, flota a luat direcția sud pentru a încerca să ocolească America de Sud. Vara australă era pe sfârșite și, cu cât Magellan naviga mai spre sud, cu atât se răcea mai mult. El s-a hotărât să ierneze în Patagonia (Argentina de azi). La 31 martie 1520, flota a găsit refugiu într-un estuar adăpostit pe care ei l-au numit portul San Julián. Aici a izbucnit „răzvrătirea de Paște”, din care Magellan avea să scape, dar cu consecințe grele. Echipajele s-au răsculat la 1 aprilie, sub conducerea lui Juan de Cartagena, Luis de Mendoza și Gaspar de Quesada, care erau îngrijorați de turnura pe care o lua călătoria, îndoindu-se de existența acestei treceri către vest, și, mai ales, de șansele lor de supraviețuire în aceste regiuni reci și pustii.
Magellan și marinarii care i-au rămas credincioși au reușit să scape de răzvrătiți. Mendoza a fost ucis prin surprindere de către ofițerul de ordine (alguazil) Gonzalo Gomez de Espinosa, Quesada a fost judecat și executat, Juan de Cartagena și preotul Pedro Sanchez de la Reina au fost abandonați pe țărmul Patagoniei cu o sabie și un pic de pâine. Alți patruzeci de răzvrătiți condamnați, inclusiv Juan Sebastián Elcano, au fost în cele din urmă amnistiați. Unii, inclusiv cosmografui Andres de San Martin, au suferit, totuși, dureroasele torturi la estrapadă⁠(d). Clemența lui Magellan nu este surprinzătoare. El avea nevoie de toți aceștia pentru a-și continua călătoria, după cum scria Stefan Zweig: „cum să mai continue călătoria dacă, în virtutea legii, și-ar executa o cincime din echipaj? În aceste regiuni neprimitoare, la mii de leghe de Spania, nu se putea lipsi de o sută de brațe.”

### Naufragiul luiSantiago, dezertarea luiSan Antonioși descoperirea strâmtorii Magellan (1520)

Hartă reprezentând traseul navelor prin strâmtoare.

În timpul verii australe, Magellan a hotărât să trimită una dintre navele sale în recunoaștere pentru a găsi celebra trecere care să-i conducă spre vestul Americii, în Oceanul Pacific. Din păcate, Santiago a naufragiat în mai. Trei luni mai târziu, Magellan a hotărât să reia drumul spre sud cu celelalte patru nave. Pe 21 octombrie, Magellan a găsit un cap care marca intrarea în strâmtoare, cap pe care el l-a denumit cap Virgenes (capul Fecioarei în limba spaniolă). A început explorarea, și a identificat o trecere spre vest. În labirintul de fiorduri, înconjurat de stânci „amenințătoare”, în ape „sinistre”, care i-au luat peste o lună să le traverseze; relatările arată că în timpul trecerii strâmtorii, marinarii au văzut multe fumuri în interior. Tierra del Humo (în traducere „Țara Fumurilor”), care apare pe hărțile de după călătorie, a devenit mai târziu Tierra del Fuego (Țara de Foc). Strâmtoarea numită mai întâi „canalul Tuturor Sfinților”, a luat puțin mai târziu numele de strâmtoarea Magellan în cinstea navigatorului.
În mijlocul strâmtorii, Estêvão Gomes, timonierul de pe San Antonio, s-a răzvrătit cu oamenii lui și l-a pus în fiare pe căpitanul Àlvaro de Mesquita, un văr de-al lui Magellan. El a făcut calea întoarsă, a dezertat și s-a întors la Sevilla cu încărcătura de alimente și bunuri pentru troc. După traversarea Oceanului Atlantic, nava a ajuns la Sevilla la 6 mai 1521, cu 55 de oameni la bord.

### Traversarea Pacificului și moartea lui Magellan (1520-1521)

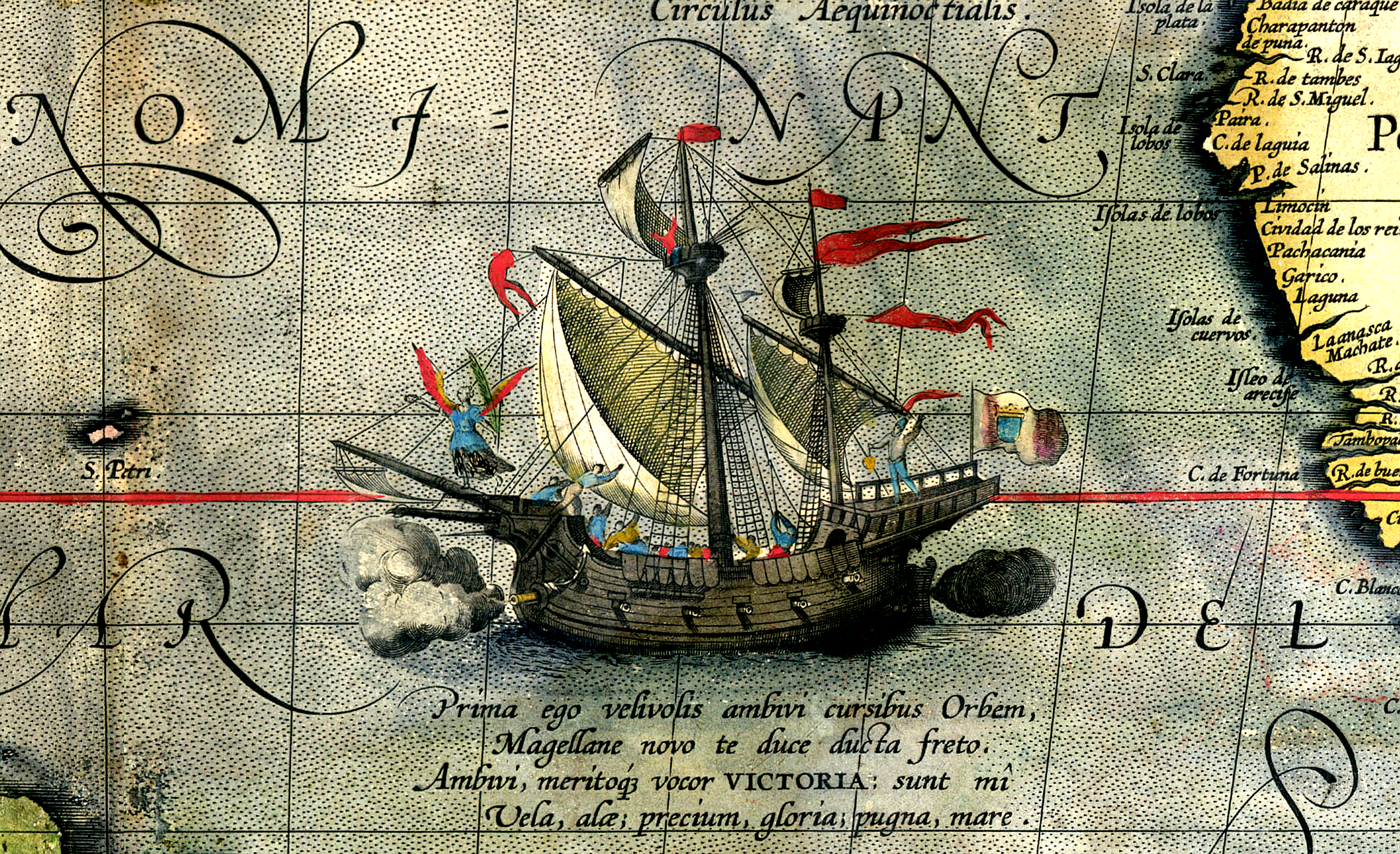
Victoria pe o hartă a lui Ortelius de la sfârșitul secolului al XVI-lea.

În vremea lui Magellan, circumferința Pământului nu era încă cunoscută cu precizie, în ciuda operei lui Eratostene, care o calculase deja cu destulă precizie, cu aproape optsprezece secole în urmă. Dar Magellan nu subestima dimensiunea Pacificului, așa cum o făceau mulți în acea vreme. Stau mărturie memoriul său geografic, pe care l-a lăsat regelui la înainte de plecare, precum și o hartă întocmită de Jorge și Pedro Reinel⁠(d) în 1519 la Sevilla.
Surpriza navigatorului a fost găsirea unui ocean gol pe care el l-a numit „Pacific” datorită apelor liniștite pe care le-a întâlnit în timpul traversării din Țara de Foc până la insulele Mariane, și apoi, la viitoarele Filipine, pe parcursul a trei luni și douăzeci de zile. Din pur ghinion, el nu s-a apropiat de niciuna din mai multele insule răspândite prin tot oceanul, cu excepția a doi atoli nelocuiți, botezați Islas Infortunadas⁠(d), unde nu a putut acosta.
Apa nu mai era potabilă, rațiile erau în scădere, chiar și pesmeții erau pe terminate, echipajul trebuind să supraviețuiască mâncând șobolani și apoi pisicile, bând supă de rumeguș făcută cu apă de mare, gătind pătrate de piele tăiate din marginile velelor. Antonio Pigafetta scria: „nu mâncam decât biscuiți vechi pisați, plini de viermi și împuțiți de la miasma urinei lăsate de șobolani, și beam o apă galbenă infectă”. Scorbutul si beriberi⁠(d) slăbeau echipajul, dar nu-l distrugeau. Un studiu recent arată că nu au murit decât nouă oameni în această trecere în trei luni și jumătate și că acest lucru se datorează, probabil, țelinei sălbatice abundente în strâmtoare. La 6 martie 1521, s-a zărit Guamul din insulele Mariane, de unde s-au putut alimenta parțial după ce au fost prădați de băștinașii care au venit în întâmpinarea lor la bordul unor canoe, motiv pentru care arhipelagul a fost botezat, conform lui Antonio Pigafetta, „Las Islas de los Ladrones” („Insulele Tâlharilor”). Au plecat apoi către Filipine, și au debarcat la 17 martie pe insula Homonhon.
Au găsit acolo peisaje idilice, mirodenii, păsări viu colorate, băstinași care păreau pașnici. O primă escală a fost făcută pe insula Limasawa⁠(d), unde s-a ținut prima liturghie din Filipine⁠(d), o a doua pe Cebu⁠(d) unde regele Rajah Humabon⁠(d) s-a convertit la creștinism împreună cu poporul lui.
Lapulapu⁠(d), regele micii insule Mactan, de lângă Cebu, a refuzat să se supună invadatorilor. Magellan a condus o expediție împotriva lui, estimând că șaizeci de bărbați în armură și înarmați cu archebuze îi vor putea învinge cu ușurință pe băștinașii dezbrăcați, de treizeci de ori mai numeroși. În timpul acestei bătălii de la Mactan, Magellan a căzut sub lovituri, împreună cu șase dintre tovarășii săi: rănit de o săgeată otrăvită, a murit pe 27 aprilie 1521. Cronica lui Antonio Pigafetta oferă detalii critice despre acest episod: războinicii Lapu-Lapu își făcuseră scuturi de lemn extrem de tare, rezistent la archebuze, și erau înarmați cu săgeți otrăvite, al căror venin avea un efect aproape imediat.
Patru zile după înfrângerea de la Mactan, la 1 mai, Humabon a pus la cale o ambuscadă împotriva noilor veniți, la o cină în decursul căreia a susținut că vrea să dea ofițerilor flotei „bucurii și daruri pe care le promisese să le trimită regelui Spaniei”, după cum se exprima Pigafetta, dar pur și simplu regele din Cebu voia să revină în grațiile căpeteniilor din vecinătate, care voiau să scape de europeni. Potrivit lui Petru martir de Anghiera⁠(d), originea acestei agresiuni poate fi pur și simplu violarea femeilor. Cei care au rămăseseră la bordul navelor ancorate au fugit. Conform mărturiei lui Antonio Pigafetta, Enrique⁠(d), slujitorul lui Magellan, băștinaș din insule și care vorbea limba, s-a raliat lui Humabon. Testamentul lui Magellan afirma că slujitorul lui credincios să fie eliberat. Cu toate acestea, cumnatul lui Magellan, Duarte Barbosa, a respins acest testament și a cerut ca Enrique să rămână la bord. Această constrângere nedreaptă și ilegală a stârnit revolta celui interesat, care s-a alăturat lui Humabon. Acesta din urmă, informat de slăbiciunea europenilor rămași fără conducător după moartea lui Magellan, a considerat că este momentul oportun să scape de ei.

### Mirodeniile din Moluce și întoarcerea în Spania (1521-1522)

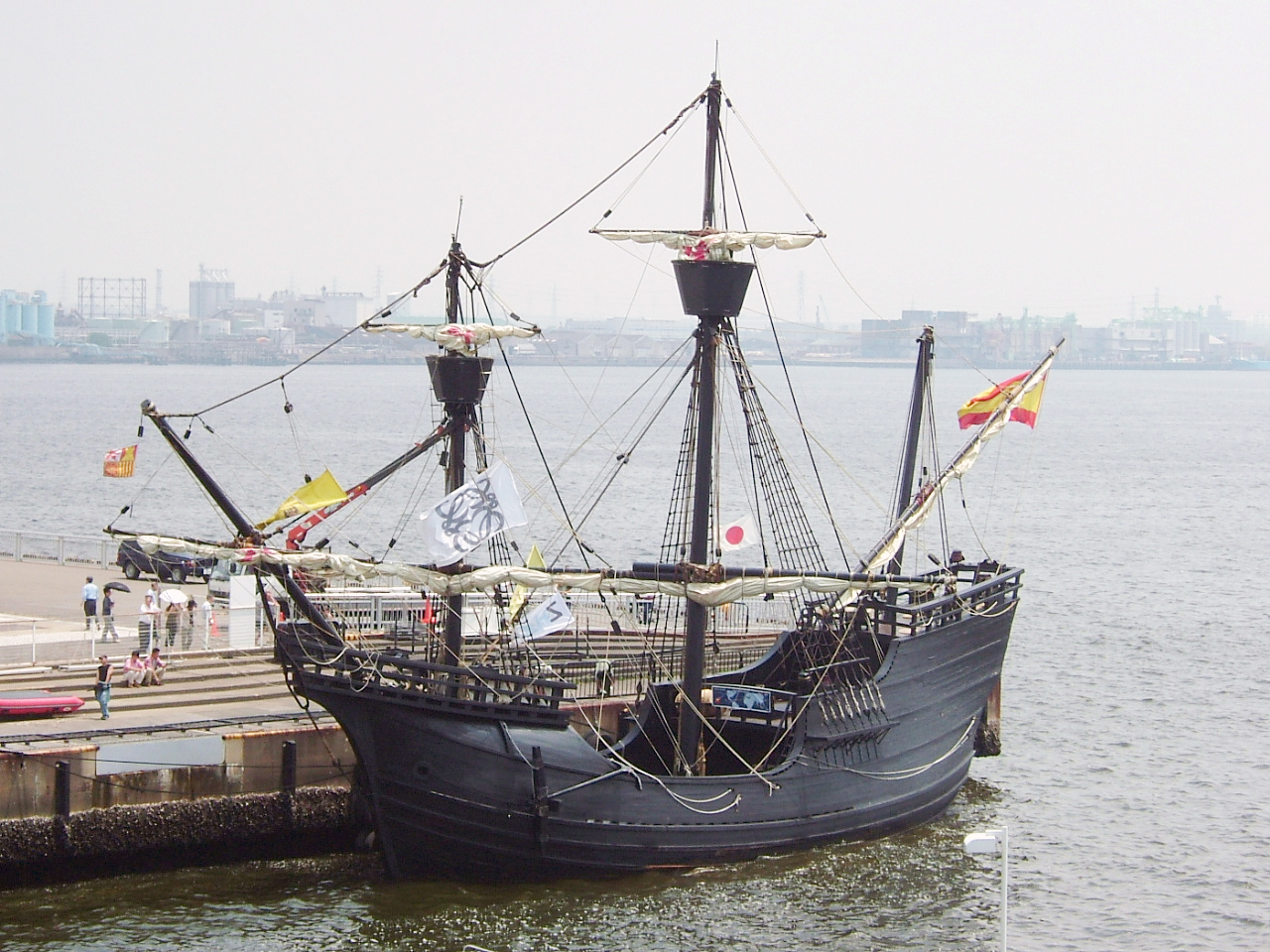
Victoria, prima navă care a finalizat circumnavigația globului. Replică prezentată la.

Nu mai rămăseseră decât 113 oameni acum sub comanda lui Juan Sebastián Elcano. Numărul lor era insuficient pentru a asigura manevrarea celor trei nave. Pe 2 mai 1521, Concepcion a fost arsă în fața insulei Bohol⁠(d). Victoria și Trinidad au ieșit în larg la începutul lui mai, au făcut o oprire la Palawan⁠(d) pentru aprovizionare cu orez, și apoi a ajuns la mijlocul lunii iulie în orașul Brunei, din nordul insulei Borneo, pentru o escală plină de peripeții. În cele din urmă, pe 29 iulie, s-a ridicat ancora și spre insulele Mirodeniilor, unde au ajuns după puțin mai mult de patru luni.
Navele au ajuns la Tidore⁠(d), insulele Maluku, la 8 noiembrie 1521. Aceste insule erau deja cunoscute portughezilor de circa cincisprezece ani, Francisco Serrão⁠(d) (mort cu câteva luni înainte de sosirea navelor), fiind prezent acolo încă din 1512. Echipajele au încărcat cu mirodenii cele două nave rămase. În timp ce Victoria era pe cale să iasă din port, a fost descoperită o gravă scurgere de apă pe Trinidad. Ea a fost nevoită să rămână pentru reparații, și a pornit la drum patru luni mai târziu. Cu 50 de oameni la bord, și sub comanda lui João Lopes de Carvalho, nava a fost în cele din urmă arestată de portughezi, care nu au mai găsit la bord decât douăzeci de marinari foarte slăbiți de încercarea lor zadarnică de a se îndrepta spre Istmul Panama.
Victoria, cu 60 de oameni (dintre care 13 molucani), sub comanda lui Elcano, a părăsit insula Tidore pe data de 21 decembrie 1521 și a reușit să traverseze Oceanul Indian și să treacă de Capul Bunei Speranțe, ajungând înapoi în Spania. Numai optsprezece membri ai echipajului au ajuns la Sanlúcar de Barrameda pe 6 septembrie 1522. Doisprezece oameni au rămas prizonieri în Capul Verde portughez și s-au întors câteva săptămâni mai târziu. Victoria a fost primul vas care a efectuat o circumnavigație completă a globului. Vânzarea mirodeniilor aduse în cală a acoperit cea mai mare parte a costurilor inițiale ale călătoriei, dar nu a fost suficientă pentru a acoperi datoriile față de urmașii și văduvele celor morți. În fapt, situația financiară a fost foarte negativă, și chiar și următoarele expediții (García Jofré de Loayza, în 1526, și Alvaro de Saavedra⁠(d) în 1527) s-au soldat cu dezastre. În 1529, prin tratatul de la Zaragoza, Spania a renunțat la pretențiile sale față de Insulele Moluce, vândute scump pentru 350.000 ducați. Beneficiul politic a fost aproape de zero până la deschiderea liniei Manila–Acapulco, în 1565, și până la ocupația Filipinelor, revendicate de Spania, în numele primei descoperiri. Pierre Chaunu scria: „întoarcerea lui El Cano pe drumul portughez de la Carreira da India are valoare științifică, dar nu și economică. Ea a demonstrat că nu se poate concura eficient prin trecerea din sud-vest cu navigația indo-portugheză pe la Capul Bunei Speranțe”. A trebuit să mai treacă 58 de ani pentru o a doua călătorie, efectuată de către Francis Drake. Strâmtoarea Magellan, ca trecere spre Pacific, a fost abandonată mai multe secole, și numai săparea canalului Panama în 1914 a oferit o soluție satisfăcătoare dificilei „treceri de sud-vest” pe la Capul Horn, descoperită și ea în 1616.

## Primii circumnavigatori

Monument în memoria lui Magellan la Punta Arenas (Chile).

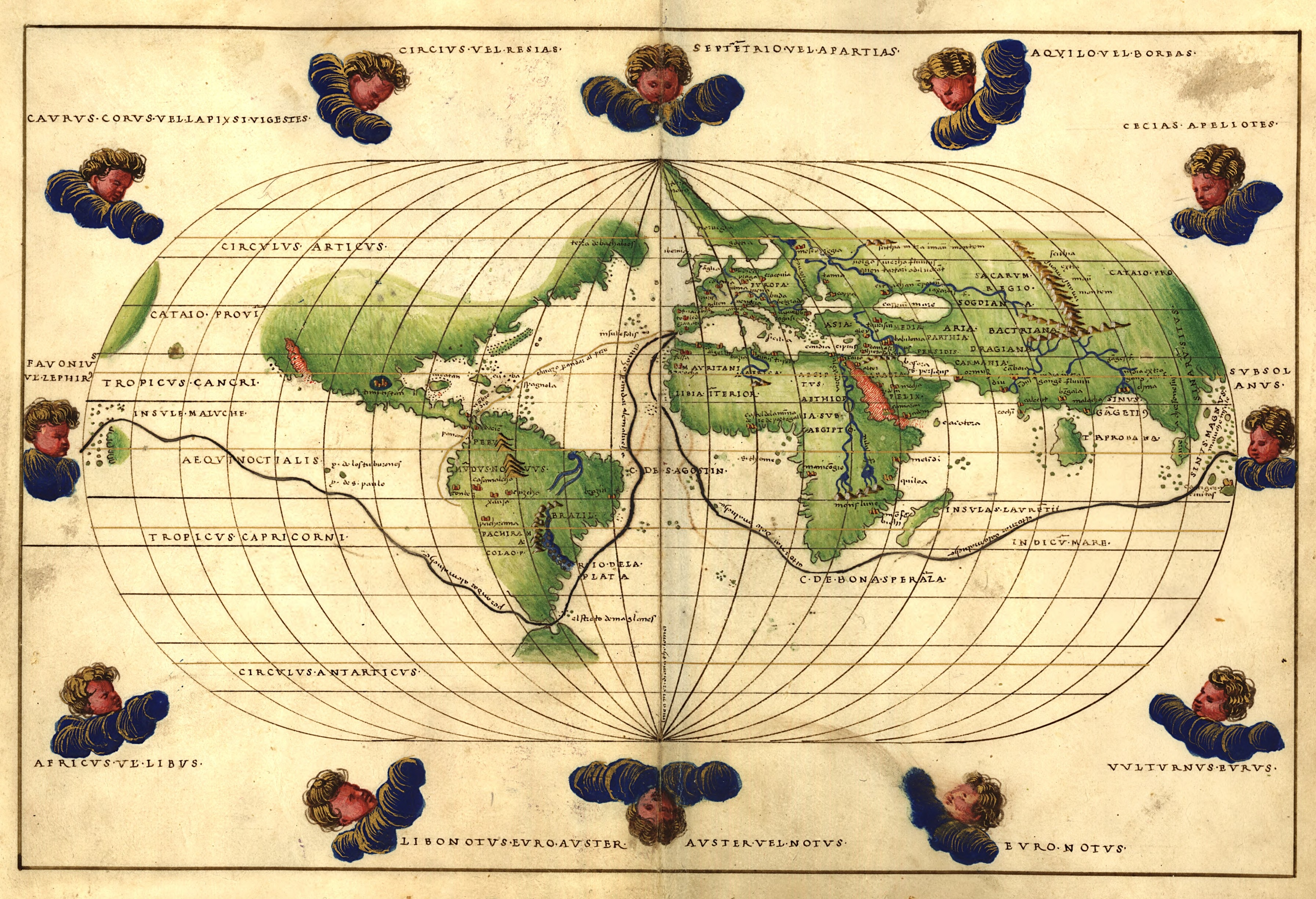
Harta lumii cu traseul lui Magellan și Elcano, realizată de, Atlas nautic, Veneția, 1544.

Aceasta este lista celor 18 occidentali care au efectuat primul ocol al Pământului:
- Juan Sebastián Elcano, căpitan;
- Francisco Albo, timonier;
- Miguel de Rodas, supraveghetor;
- Juan de Acurio, supraveghetor;
- Hans, tunar;
- Hernando de Bustamante, bărbier;
- Martin de Judicibus, ofițer de ordine;
- Diego Gallego, marinar;
- Nicolás de Nauplie, marinar;
- Miguel Sánchez de Rodas, marinar;
- Francisco Rodrigues, marinar;
- Juan Rodríguez de Huelva, marinar;
- Antonio Hernández, marinar;
- Juan de Arratia, mus;
- Juan de Santander, mus;
- Vasco Gomes Gallego, mus;
- Juan de Cubileta, paj;
- Antonio Pigafetta, suplinitor.

Cei doisprezece oameni rămași prizonieri la Capul Verde, care au ajuns și ei câteva săptămâni mai târziu la Sevilla, prin Lisabona:
- Martín Méndez, secretar al flotei;
- Pedro de Tolosa, contabil;
- Richard de Normandie, tâmplar;
- Roldán de Argote, tunar;
- Maître Pedro, suplinitor;
- Juan Martín, suplinitor;
- Simón de Burgos, ofițer de ordine;
- Felipe Rodas, marinar;
- Gómez Hernández, marinar;
- Bocacio Alonso, marinar;
- Pedro de Chindurza, marinar;
- Vasquito, mus.

Cei cinci supraviețuitori de pe Trinidad, care au făcut și ei înconjurul lumii, dar care s-au întors în Europa abia în 1525-1526:
- Gonzalo Gomez de Espinosa, ofițer de ordine al flotei (alguazil) ;
- Leone Pancaldo, timonier;
- Juan Rodríguez el Sordo, marinar;
- Gines de Mafra, marinar;
- Hans Vargue, tunar.

În 1938, Stefan Zweig, în celebra sa biografie, și apoi Léonce Peillard într-un roman, au avansat ideea că primul om care ar fi navigat în jurul lumii ar fi fost sclavul lui Magellan, Enrique, încă din 1521, fie și numai pentru motivul că, în Filipine, el putea conversa cu localnicii, supușii regelui Humabon. Ideea a fost în vogă atunci. De fapt, Enrique putea vorbi cu filipinezii, dar nu într-una din limbile locale, tagalog sau visayan, ci în limba malay, lingua franca vorbită de marinarii și locuitorii de pe coasta Oceanului Indian, care intraseră în contact cu negustorii malaezi pe toate mările din Indiile de est. În orice caz, nu se poate spune că Enrique, originar din Sumatra, și dispărut în Filipine, ar fi primul om care a efectuat primul ocol al Pământului.

## Repere istorice
| Data                   | Descriere                                                                              |
| ---------------------- | -------------------------------------------------------------------------------------- |
| 10 august 1519         | Plecarea din Sevilla                                                                   |
| 13 decembrie 1519      | Sosirea în golful Santa Lucia (Brazilia)                                               |
| 12 ianuarie 1520       | Începutul explorării Rio de la Plata (Argentina)                                       |
| 31 martie 1520         | Sosirea la Puerto San Julian (Patagonia, Argentina)                                    |
| 1 aprilie 1520         | Răscoala de la San Julian                                                              |
| 3 mai 1520             | Naufragiul lui Santiago                                                                |
| 21 octombrie 1520      | Descoperirea de la capului Virgenes, intrarea în strâmtoare                            |
| către 8 noiembrie 1520 | Dezertarea lui San Antonio, care s-a întors la Sevilla                                 |
| 28 noiembrie 1520      | Intrarea flotei în Oceanul Pacific                                                     |
| 6 martie 1521          | Sosirea în insulele Mariane                                                            |
| 7 aprilie 1521         | Sosirea în Cebu                                                                        |
| 21 aprilie 1521        | Moartea lui Magellan și a altor șase oameni în lupta împotriva băștinașilor din Mactan |
| 2 mai 1521             | Distrugerea intenționată a vasului Concepcion                                          |
| 8 noiembrie 1521       | Sosirea în Moluce pe insula Tidore a navelor Trinidad și Victoria                      |
| 21 decembrie 1521      | Plecarea Victoriei plină cu mirodenii spre Spania                                      |
| 19 mai 1522            | Victoria trece de Capul Bunei Speranțe                                                 |
| 6 septembrie 1522      | Victoria acostează în Sanlucar de Barrameda                                            |

## Posteritatea
Povestirea De Moluccis Insulis de Maximilianus Transylvanus⁠(d) a fost publicată în 1523. Din acest text. Europa a reușit să-și satisfacă curiozitatea despre primul turn al lumii realizat de un vas spaniol. Relatare a călătoriei lui Magellan, povestirea mult mai complexă a luiAntonio Pigafetta, a cunoscut un oarecare succes după publicarea sa în 1526, dar faptele lui Magellan au fost uitate imediat după sfârșitul secolului al XVI-lea. Biografia scrisă de Stefan Zweig în 1938 l-a readus pe Magellan pe prima scenă, și există și alte biografii ale unor autori naționaliști portughezi deși până atunci portughezii îl considerau pe Magellan un trădător. Poporul portughez și-a reînsușit însă acest personaj istoric, contra spaniolilor.
Norii Magellan au fost numiți în onoarea lui, la începutul secolului al XIX-lea, la fel și sonda spațială Magellan în anii 1980 sau pinguini Magellan pentru a reaminti faptul că exploratorul a văzut această pasăre în 1520 în timpul călătoriei sale în sudul continentului sud-american.
Create în 1999, edițiile Magellan & Cie sunt destinate pentru a da o voce scriitorilor de călătorie din toate epocile.
Trei cratere, două situate pe Lună (Magelhaens⁠(d) și craterul său-satelit „Magelhaens A”) și un altul pe Marte (Magelhaens⁠(d)), au fost denumite după Magellan, inclusvi în scrierea „Magelhaens”.
Multe colocvii, publicații, și ceremonii urmează a fi organizate pentru sărbătorirea celui de al cincilea centenar al primului ocol al Pământului, cum ar fi evenimentul Sanlucar de Barrameda 2019-2022⁠(d).